# 大国屋
大国屋（だいこくや）は、北海道小樽市で営業していた百貨店である。小樽の老舗百貨店だったが、1989年（平成元年）に西武百貨店傘下となり、経営不振のため、1993年（平成5年）4月に閉店した。

## 歴史・概要
1853年（嘉永6年）富山県井波町に京坂屋善九郎が古着商「京善屋」を開店。1870年（明治3年）屋号を「紅屋」に改め質屋も兼業「金栄」姓を名乗った。1877年（明治10年）屋号を「大国屋」に変え、古着商から呉服商に転進。
1907年（明治40年）に「大国屋呉服店小樽支店」を開店。1924年（大正13年）3月株式会社組織とし、1934年（昭和9年）鉄筋4階建てに改築。小樽最初の客用エレベーターを登場させた。

### 戦後
1949年（昭和24年）小樽を本店とし、1953年（昭和28年）新館を増築。1956年（昭和31年）第2期増築が完成する。1961年（昭和36年）外商拠点として札幌営業所を開設した。
大国屋は、札幌市から進出してきた丸井今井や、地場の河野呉服店が転換したニューギンザ百貨店と共に、同じ稲穂第一大通りに位置する小樽を代表する3大百貨店の1社として、激しい競争を繰り広げた。1974年（昭和49年）には前年比18%の増加で30億円以上を売上げたが、1975年（昭和50年）4月に小樽駅前に長崎屋を核店舗とするショッピングセンター・サンポートが2倍くらいの店舗面積でオープンすると、開店1か月で市内の人口の1.5倍となる30万人を集めて既存の商店街の顧客を奪ったため、大国屋の売上は同年から減少に転じた。
西武百貨店傘下に
1974年に西武百貨店と提携、日本百貨店経営協議会に加盟し、西武は常務を派遣。翌年には北海道銀行から社長が就任した。
1976年（昭和51年）に全店大改装で「ファッションとギフト」の店となり、1979年（昭和54年）に再び道銀から社長を迎える。
1984年（昭和59年）に無印良品の扱いを開始し、12月には三菱地所が開発した市内のニュータウンに「望洋ライブ店」を開店。1986年（昭和61年）の大改装で婦人関連主体（売上構成比64%）の売場構成となり、翌年には西武クレジット、チケットセゾンのカウンターを設置。
1989年（平成元年）に西武百貨店の関連会社、西武北海道が株式の68%を取得し、傘下に収めた。
閉店
ショッピングセンター・サンポートが開店後、押され気味だった丸井今井が、ニューギンザ百貨店（1988年閉鎖）、および北海ホテル跡地に建設の商業施設に核店舗として入るという計画が持ち上がり、1990年（平成2年）9月、竣工した再開発ビルに丸井今井は拡張移転した。大国屋は店頭販売と小樽市内、札幌・後志地域の外商販売を営業の母体とし、傘下に収めた西武側は当初、小樽運河周辺の開発とセットに大国屋の再建を進める考えであった。しかし、毎年赤字が増えるなど経営状況が改善せず、累積赤字が6億円程度に上っていたため、1993年（平成5年）4月、86年の歴史に終止符を打ち閉店した。閉店前にはHBC『テレポート6』が、中継入りでニュースを伝えたことがあった。
跡地は西武側が責任を取る形で大国屋から約14億円で買収。セゾングループ内外の他社への転売を含め検討され、新日本海フェリーが取得。同社が初のホテル経営に乗り出し、1998年6月にオーセントホテル小樽が開業している。